# توماس غيل
توماس غيل (بالإسبانية: Tomás Gil) مواليد 23 مايو 1977، هو دراج فنزويلي في صنف سباق الدراجات على الطريق وعلى المضمار. شارك في دورة الألعاب الأولمبية الصيفية 2012.

## روابط خارجية
- توماس غيل على موقع الاتحاد الدولي للدراجات (الإنجليزية)
- توماس غيل على موقع أرشيف الدراجات (الإنجليزية)
- توماس غيل على موقع إحصائيات الدراجات الإحترافية (الإنجليزية)
- توماس غيل على موقع نسبة الدراجات (الإنجليزية)
- توماس غيل على موقع CycleBase (الإنجليزية)
- توماس غيل على موقع اللجنة الأولمبية الدولية (الإنجليزية)
- توماس غيل على موقع أوليمبيديا (الإنجليزية)